# Максимальный срок
«Максима́льный срок» (англ. Maximum Conviction) — американский боевик режиссёра Киони Ваксмана. Фильм вышел сразу на видео в США 6 ноября 2012 года.

## Сюжет
Сотрудники секретного спецподразделения Кросс (Стивен Сигал) и Мэннинг (Стив Остин) получают приказ проконтролировать прибытие в тюрьму двух особо важных женщин-заключённых. Но вскоре для освобождения этих узниц прибывает команда наёмников и начинает штурмовать эту тюрьму. Кросс и Мэннинг затем выясняют тайну, связанную с этим женщинами.

## В ролях
| Актёр           | Роль                       |
| --------------- | -------------------------- |
| Стивен Сигал    | Кросс                      |
| Стив Остин      | Мэннинг                    |
| Майкл Паре      | лидер наёмников Крис Блэйк |
| Майкл Адамтуэйт | помощник Блэйка Коллинз    |
| Стеф Сонг       | заключённая Саманта Мендес |
| Дин Редман      | спецназовец Джонс          |
| Брен Фостер     | спецназовец Брэдли         |
| Зак Сантьяго    | охранник-предатель Филдс   |
| Ян Робисон      | начальник тюрьмы Сэмюэлс   |
| Гарвин Кросс    | тюремный надзиратель       |

## Рецензии и критика
Фильм получил негативные рецензии и низкие оценки кинокритиков. На сайте Rotten Tomatoes его рейтинг составляет 25 % из 100, на IMDB.com — 4,9 из 10.